# كازينو إنترلاكن

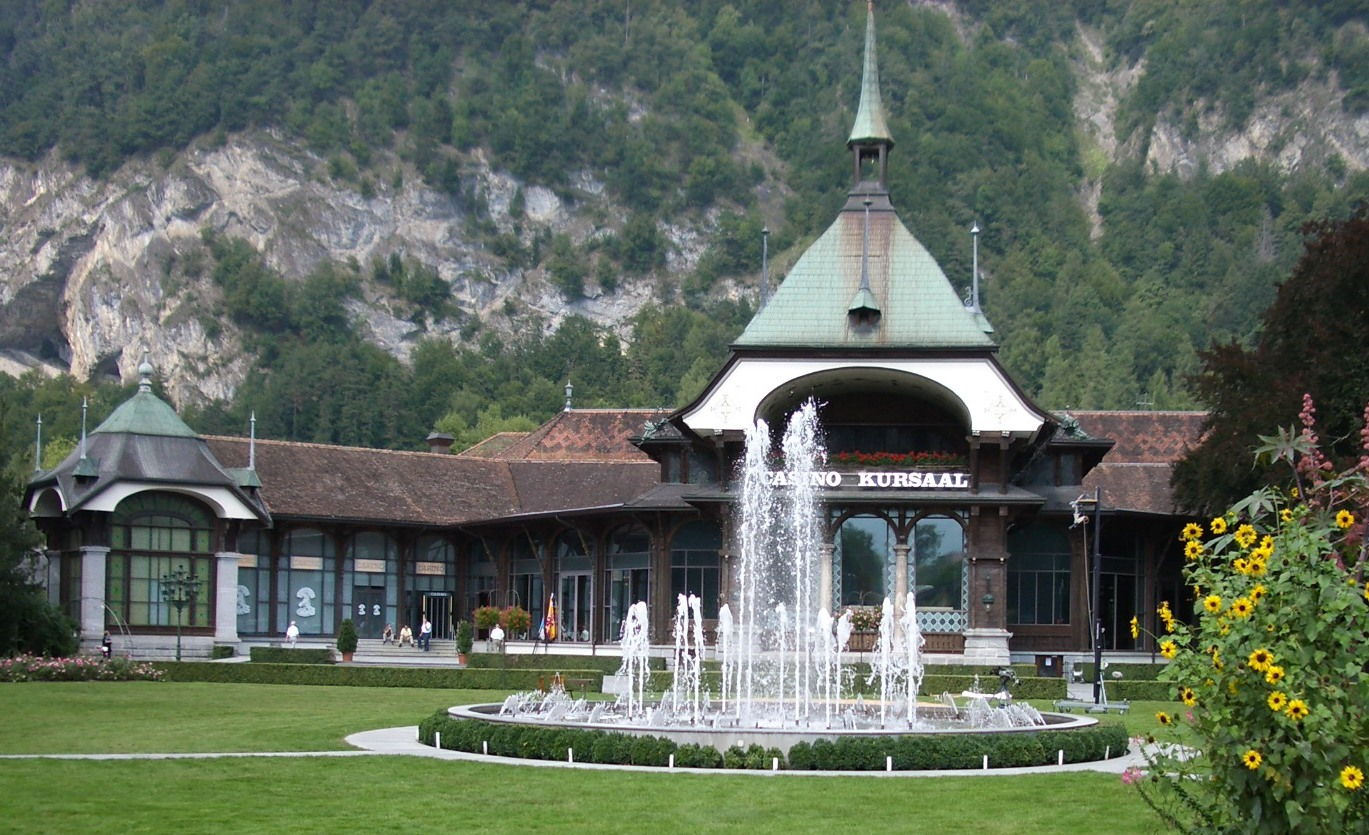
كزينو إنترلاكن

كزينو إنترلاكن ويقع في حديقة إنترلاكن في هيئة بيرن [الإنجليزية]. تأسس في عام 1858، ولكن تمضي سنة واحدة فقط حتى حظر قانونيا لعب القمار في كانتون برن. ومنذ ذلك التاريخ لم يتلقَ الكزينو ترخيصا إلا في عام 2001 م في أعقاب التشريع الجديد مع 22 كزينو آخر في سويسرا، وافتتح حديثا في 3 يوليه من عام 2002 م.

## القوانين
يصرح للأشخاص الذين تتجاوز أعمارهم 18 بدخول كازينو إنترلاكن، ووفقا للقانون السويسري لا يسمح بدخول الكازينو دون وثيقة هوية رسمية.

## الألعاب
- طاولتان للعبة الروليت
- طاولتان للبلاك جاك
- طاولتان للبوكر
- صالة الألعاب الآلية أو مكائن الحظ وعددها 124

بالإضافة لما يوفره الكازينو من ألعاب قمار يحتوي كذلك على مطعمين للزوار.